# Зеленица (Брестская область)
Зеленица (белор. Зеляніца) — деревня в Ореховском сельсовете Малоритского района Брестской области Республики Беларусь.

## Происхождение
В 1957 году деревня была образована из одноимённого хутора, который, возможно, так был назван либо по прозванию первого его жителя, либо по зелёному цвету окрестностей (лесов).

## Население
- 2009 год — 41 человек
- 2019 год — 15 человек